# Segovia Futsal
Segovia Futsal é uma equipe de futsal espanhola da cidade de Segóvia. O clube participa da Segunda División, segunda divisão da Liga Nacional de Fútbol Sala.
Fundada em 1979 como uma equipe amadora, tornou-se profissional em 1989 e entrou para a Liga Nacional de Fútbol Sala, como membro fundador. Desde então, ganhou uma Liga na temporada de 1998/99, três títulos da Copa da Espanha consecutivos e um Campeonato Europeu.

## História

Escudo usado pela equipe quando era patrocinado pela Caja Segovia.

A equipe foi criada em 1979 como um clube amador, chamado Club Deportivo La Escuela. Passou a disputar competições oficiais anos depois, e em 1985 mudou seu nome para La Escuela Horno de San Millán. O clube foi um dos primeiros membros da Liga Nacional de Fútbol Sala criada em 1989, e nesse tempo a Caja Segovia se tornou a principal patrocinadora do clube. No seu primeiro ano, a equipe de Segóvia chegou às semifinais do campeonato.
O Caja Segovia continuou tentando a classificação para a fase final da liga, mas foi na temporada 1997/98 que o clube conquistou seu primeiro título. Nessa edição, que foi disputada na sua própria cidade, o Caja Segovia derrotou na final o CLM Talavera. Na temporada 1998/99 a equipe derrotou na final pelo título o Industrias García de Santa Coloma de Gramanet e conquistou sua primeira Liga da historia com seus jogadores, como Luis Amado, Orol, Marcelo Serpa e Riquer.
Na época, o Caja Segovia se confirmou como um dos principais clubes do campeonato espanhol. A nível internacional, a equipe se proclamou campeã do Campeonato Europeu de Clubes na temporada 1999/00, e um ano depois ganhou a Copa Intercontinental que foi disputada contra o campeão sulamericano, o Atlético Mineiro.
Os anos seguintes complicaram a situação do clube, que apesar da classificação para playoff, não era um dos favoritos ao título. A falta de patrocinadores obrigou o clube a abaixar os salários do elenco e vender seus melhores jogadores. No entanto, a equipe foi capaz de se recuperar e passou a qualificar-se para as fases finais dos títulos em edições subseqüentes. Na temporada 2010/11 a equipe terminou em sexto na sua temporada regular, mas chegou até o playoff pelo título, onde perdeu cinco partidas para o Barcelona Alusport.
Quando a caixa econômica Caja Segovia se integrou ao Bankia, o clube perdeu o patrocínio e sua continuidade para a temporada 2012/13 complicou. No entanto, a equipe conseguiu um lugar na Primera División e manteve o nome de Caja Segovia FS.
Por problemas financeiros, a equipe teve que desistir de jogar na División de Honor e se inscreveu na Segunda División para a temporada 2013/14.

## Elenco
(Atualizado em 17 de outubro de 2012)
| Nº | Nome          | Nome completo                 | Posição | Nacionalidade | Time anterior        | Chegada |
| -- | ------------- | ----------------------------- | ------- | ------------- | -------------------- | ------- |
| 1  | Gonzalo       | Gonzalo Ramos Pérez           | Goleiro | Espanha       | Móstoles FS          | 2011    |
| 2  | David         | Francisco David Ruiz Serrato  | Pivô    | Espanha       | Cantera Caja Segovia | 2008    |
| 4  | Del Moral     | Pablo María del Moral Jiménez | Ala     | Espanha       | Futsal Cartagena     | 2012    |
| 5  | Víctor        | Víctor Páez Matey             | Pivô    | Espanha       | Rivas Atlantis       | 2011    |
| 6  | Murga         | Jesús Murga Grosso            | Fixo    | Espanha       | Lanzarote Tías Yaiza | 2011    |
| 7  | Antoñito      | Antonio García Sierra         | Ala     | Espanha       | Móstoles FS          | 2009    |
| 8  | Palomeque     | Alejandro Palomeque Bolaños   | Ala     | Espanha       | Puertollano FS       | 2012    |
| 9  | Borja         | Borja Díaz Torres del Molino  | Ala     | Espanha       | Carnicer Torrejón    | 2010    |
| 10 | Sergio        | Sergio González Jiménez       | Ala     | Espanha       | FS Zamora            | 2010    |
| 11 | José Carlos   | José Carlos López Lozano      | Pivô    | Espanha       | Carnicer Torrejón    | 2012    |
| 14 | Fabián        | Fabián Robledo Calleja        | Fixo    | Espanha       | Reale Cartagena      | 2011    |
| 15 | Alberto       | Alberto Sanz González         | Goleiro | Espanha       | Oxipharma Granada    | 2012    |
| 27 | Jesús Herrero | Jesús Herrero Parrón          | Goleiro | Espanha       | OID Talavera         | 2012    |

- Treinador:  David Madrid

## Títulos
| MUNDIAIS     | MUNDIAIS                                  | MUNDIAIS | MUNDIAIS                         |
| Competição   | Competição                                | Títulos  | Temporadas                       |
| ------------ | ----------------------------------------- | -------- | -------------------------------- |
|              | Copa do Mundo de Clubes de Futsal da FIFA | 1        | 2001                             |
| CONTINENTAIS |                                           |          |                                  |
| Competição   | Competição                                | Títulos  | Temporadas                       |
|              | Campeonato Europeu de Clubes              | 1        | 2000                             |
| NACIONAIS    |                                           |          |                                  |
| Competição   | Competição                                | Títulos  | Temporadas                       |
|              | Liga Nacional                             | 1        | 1998/99                          |
|              | Copa da Espanha                           | 3        | 1997/1998, 1998/1999 e 1999/2000 |
|              | Supercopa da Espanha                      | 3        | 1998/1999, 1999/2000 e 2000/2001 |